# Đông Bắc Ấn Độ
Đông Bắc Ấn Độ là vùng viễn Đông của Ấn Độ, sát khu vực Đông Nam Á. Vùng này gồm các bang Arunachal Pradesh, Assam, Meghalaya, Manipur, Mizoram, Nagaland, Tripura, Sikkim và một phần của bang Tây Bengal. Đây là miền kém phát triển nhất ở Ấn Độ về kinh tế và xã hội. Toàn bộ miền Đông Bắc rộng 262.230 km² và có 38.857.789 dân.
Miền Đông Ấn Độ chỉ trở thành một phần của Ấn Độ từ khi người Anh chiếm các xứ ở Nam Á làm thuộc địa và gắn miền này vào xứ Ấn Độ thuộc Anh. Trong quá khứ, miền này giao lưu với Bhutan và Đông Nam Á nhiều hơn là với Ấn Độ.
Miền này có nhiều truyền thống văn hóa, võ thuật, thủ công mỹ nghệ đặc sắc và khác biệt so với các miền khác của Ấn Độ.